# Liste der Biografien/Galf
Liste der Biografien |
Portal Biografien |
Personensuche
# |
A |
B |
C |
D |
E |
F |
G |
H |
I |
J |
K |
L |
M |
N |
O |
P |
Q |
R |
S |
T |
U |
V |
W |
X |
Y |
Z |
?
 
Ga |
Gb |
Gc |
Gd |
Ge |
Gf |
Gh |
Gi |
Gj |
Gk |
Gl |
Gm |
Gn |
Go |
Gp |
Gq |
Gr |
Gs |
Gu |
Gv |
Gw |
Gy |
Gz
 
Gaa |
Gab |
Gac |
Gad |
Gae |
Gaf |
Gag |
Gah |
Gai |
Gaj |
Gak |
Gal |
Gam |
Gan |
Gao |
Gap |
Gaq |
Gar |
Gas |
Gat |
Gau |
Gav |
Gaw |
Gax |
Gay |
Gaz
 
Gala |
Galb |
Galc |
Gald |
Gale |
Galf |
Galg |
Galh |
Gali |
Galj |
Galk |
Gall |
Galm |
Galo |
Galp |
Galr |
Gals |
Galt |
Galu |
Galv |
Galw |
Galy |
Galz
Die Liste der Biografien führt alle Personen auf, die in der deutschsprachigen Wikipedia einen Artikel haben. Dieses ist eine Teilliste mit 7 Einträgen von Personen, deren Namen mit den Buchstaben „Galf“ beginnt.

## Galf

### Galfe
- Galfetti, Aurelio (1936–2021), Schweizer Architekt

### Galff
- Gálffi, László (* 1952), ungarischer SchauspielerLászló Gálffi (* 1952)

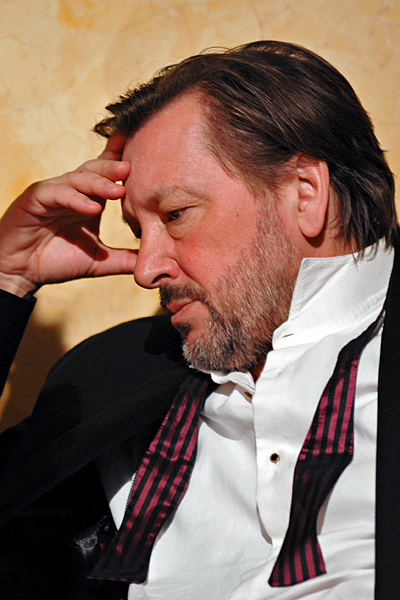
László Gálffi (* 1952)

### Galfi
- Gálfi, Dalma (* 1998), ungarische Tennisspielerin
- Galfione, Jean (* 1971), französischer Leichtathlet (Stabhochsprung)

### Galfo
- Galfond, Phil (* 1985), US-amerikanischer Pokerspieler

### Galfr
- Galfredus de Vino Salvo, Rhetoriker des Mittelalters

### Galfy
- Galfy, Hermine (1856–1933), Opernsängerin (Sopran) und Gesangspädagogin